# ワイルド・ビル・ムーア

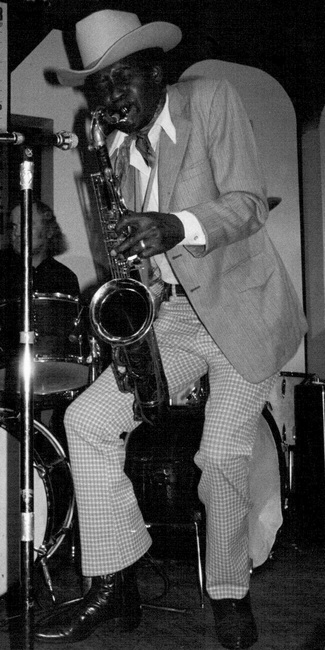
ワイルド・ビル・ムーア、1981年撮影

ワイルド・ビル・ムーア (Wild Bill Moore) として知られた、ウィリアム・M・ムーア（William M. Moore、1918年6月13日 - 1983年8月1日）は、ジャズやリズム・アンド・ブルースの分野で活動したアメリカ合衆国のテナー・サクソフォーン奏者。
ムーアは、テキサス州ヒューストンに生まれた。その後、デトロイトに住んでいた1937年に、アマチュア・ボクシングの組織であるミシガン・ゴールデングローブでライトヘビー級王者となり、しばらくはプロ・ボクサーとして活動しながら、アルト・サックスを演奏していた。チュー・ベリー (Chu Berry) やイリノイ・ジャケー (Illinois Jacquet) の影響を受けて1944年にテナー・サックスに転じ、メンフィス・スリムの妻だったクリスティン・チャットマン (Christine Chatman) のレコーディングで初めて録音を残した。翌年、ムーアはロサンゼルスでスリム・ゲイラード (Slim Gaillard)、ジャック・マクヴィー (Jack McVea)、ジョー・ターナー、デクスター・ゴードンなどとの演奏や録音を始め、ヘレン・ヒュームズ (Helen Humes) のヒット・レコード「Be-Baba-Leba」の録音にも参加した。
1947年にデトロイトに戻ると、自身のバンドを組んで録音を始めたが、このバンドには後に楽曲「The Hucklebuck」で有名になったサクソフォーン奏者ポール・ウィリアムズ (Paul Williams) も参加していた。この年の12月、ムーアは「We're Gonna Rock, We're Gonna Roll」をサヴォイ・レコードに吹き込んだが、これはそこそこのヒットとなり、後に「最初のロックンロール・レコード」の候補のひとつに挙げられるようになった。1951年当時、この曲は、アラン・フリードが「ムーンドッグ (Moondog)」と名乗って放送していたラジオ番組で真っ先に放送したレコードのひとつであった。しかし、当時の水準に照らしてみても、この録音はごくごく素朴なものであり、おもな聞き所は、歌詞で「ロック」と「ロール」を一緒に使ったことと、ムーアとウィリアムズのサックスの掛け合いくらいである。ムーアは、1949年に「Rock And Roll」という曲も吹き込んでいるが、この曲のボーカルはスキャットマン・クローザースだったとされている。
その後もムーアは、吹き込みや、デトロイト一帯のクラブでの演奏を続けた。この時期には、リバーサイド・レコード傘下のジャズランド (Jazzland) というレーベルから本格的なジャズのアルバムを数枚出した。1971年、ムーアはマーヴィン・ゲイに探し出され、アルバム『ホワッツ・ゴーイン・オン』の吹き込みに参加し、「マーシー・マーシー・ミー (Mercy Mercy Me)」などを演奏した。
晩年は、カリフォルニア州ロサンゼルスに戻り、65歳で没するまで当地で過ごした。
1992年に出版された『What Was the First Rock 'n' Roll Record?』において、著者のジム・ドーソン (Jim Dawson) とスティーヴ・プロープス (Steve Propes) は、ムーアと彼の影響力があった楽曲「We're Gonna Rock, We're Gonna Roll」について、1章を割いて記述した。

## おもなディスコグラフィ
- Wild Bill's Beat (Jazzland), 1961
- Bottom Groove (Jazzland), 1961
- The Real Thing, (Houston Person), (Eastbound), 1973
- Things That I Used To Do, (Big Joe Turner), (Pablo), 1977